# Zbogum na dvaesetiot vek!
La revedere secolului al XX-lea! (în macedoneană Збогум на дваесеттиот век!, transliterat: Zbogum na dvaesettiot vek!) este un film macedonean, de antologie, dramatic, științifico-fantastic, postapocaliptic, de groază, de fantezie din 1998 regizat de Darko Mitrevski și Aleksandar Popovski.

## Rezumat
Filmul este format din trei povești de violență extremă și disperare emoțională. Prima are loc în anul 2019, când toată lumea a ajuns o ruină într-un peisaj apocaliptic. Un bărbat pe nume Kuzman este condamnat la moarte de un trib de nomazi, dar încercările lor de a-l împușca mortal pe condamnat sunt sortite eșecului. Condamnat să trăiască pentru totdeauna, Kuzman rătăcește prin pustiu până când întâlnește o figură enigmatică care îi oferă informații despre cum poate scăpa de viața veșnică.
A doua poveste este un segment de trei minute care are loc în anul 1900. Prezentată ca o înregistrare a primei ceremonii de nuntă surprinse vreodată într-un film, scena devine violentă atunci când se descoperă că tinerii căsătoriți sunt de fapt frate și soră.
A treia poveste are loc în ajunul Anului Nou 1999. Un bărbat îmbrăcat ca Moș Crăciun se întoarce în blocul său de apartamente, unde are loc un priveghi. Doliul solemn degenerează în violență, în timp ce sunetele interpretării punk rock a piesei „My Way” a lui Sid Vicious inundă totul.

## Distribuție
- Lazar Ristovski – Moș Crăciun
- Nikola Ristanovski – Kuzman
- Vlado Jovanovski – Profetul
- Dejan Acimovic – Preotul
- Petar Temelkovski – Fratele
- Sofija Kunovska – Sora
- Toni Mihajlovski – Bărbatul cu păr verde
- Zvezda Angelovska – Războinic
- Petre Arsovski – Om cu coif
- Marin Babic
- Meri Boskova
- Ratka Corevska
- Kiro Cortosev
- Samoil Dukovski – Cumnatul
- Igor Dzambazov
- Vladimir Endrovski – Nenumitul
- Kiril Pop Hristov
- Josif Josifovski – Bătrânul cowboy

## Lansare
Filmul a fost propunerea Macedoniei la cea de-a 71-a ediție a Premiilor Oscar la categoria cel mai bun film străin, dar nu a ajuns printre cei cinci finaliști care au fost nominalizați la Oscar.

### Lansare în SUA
Filmul a avut premiera americană ca Goodbye, 20th Century! la Festivalul de Film Cinequest din San Jose, California. În același an, a fost proiectat la primul festival anual de filme B din Siracuza, New York, unde a primit premiul pentru cel mai bun montaj și pentru cea mai bună scenografie.
A avut o scurtă lansare în cinematografe la sfârșitul lui 1999, unde a primit recenzii mixte. Dennis Harvey, scriind pentru Variety, a declarat că "ritmul filmului este inegal, tonul și intenția sunt adesea neclare, dar stilul vizual este memorabil doar pentru idiosincrazia (ciudățenia) sa pură."
Robert Firsching, într-o recenzie a filmului pentru Amazing World of Cult Movies, a lăudat filmul ca fiind "un urlet impresionist de furie și disperare dintr-o țară care a trăit în pragul războiului ani de zile, un coșmar fără început sau sfârșit. Cineva are sentimentul că i-a înnebunit puțin pe ceilalți și în asta filmul reușește cel mai mult: fără a arunca nicio privire asupra luptelor reale din Balcani, descrie oroarea și nebunia conflictului într-un mod în care un simplu film de război ar fi greu s-o facă."
În schimb, Maryann Johanson, într-o recenzie a filmului pentru The Flick Filosopher, a spus că filmul "se simte ca și cum ar fi fost creat de un cuplu de băieți precoce de 13 ani, obsedați de incest, gloanțe și sânge împrăștiat peste tot. Acest lucru este strict pentru cei cărora le place științifico-fantasticul cu mult stil, dar cu puțină substanță." Iar James Berardinelli, într-o recenzie pentru Reel Views, s-a plâns că "Popovski și Mitrevski par să se bucure de realizarea filmului lor cât mai straniu posibil și necovențional și, deși rezultatul le poate oferi acestora satisfacție, este probabil să aibă efectul opus asupra celor care se află într-un cinematograf urmărind produsul final".
Goodbye, 20th Century! a fost lansat în SUA pe casete video VHS. În februarie 2023, Vinegar Syndrome a lansat o ediție pe discuri Blu ray.